# Yitzhak Arad

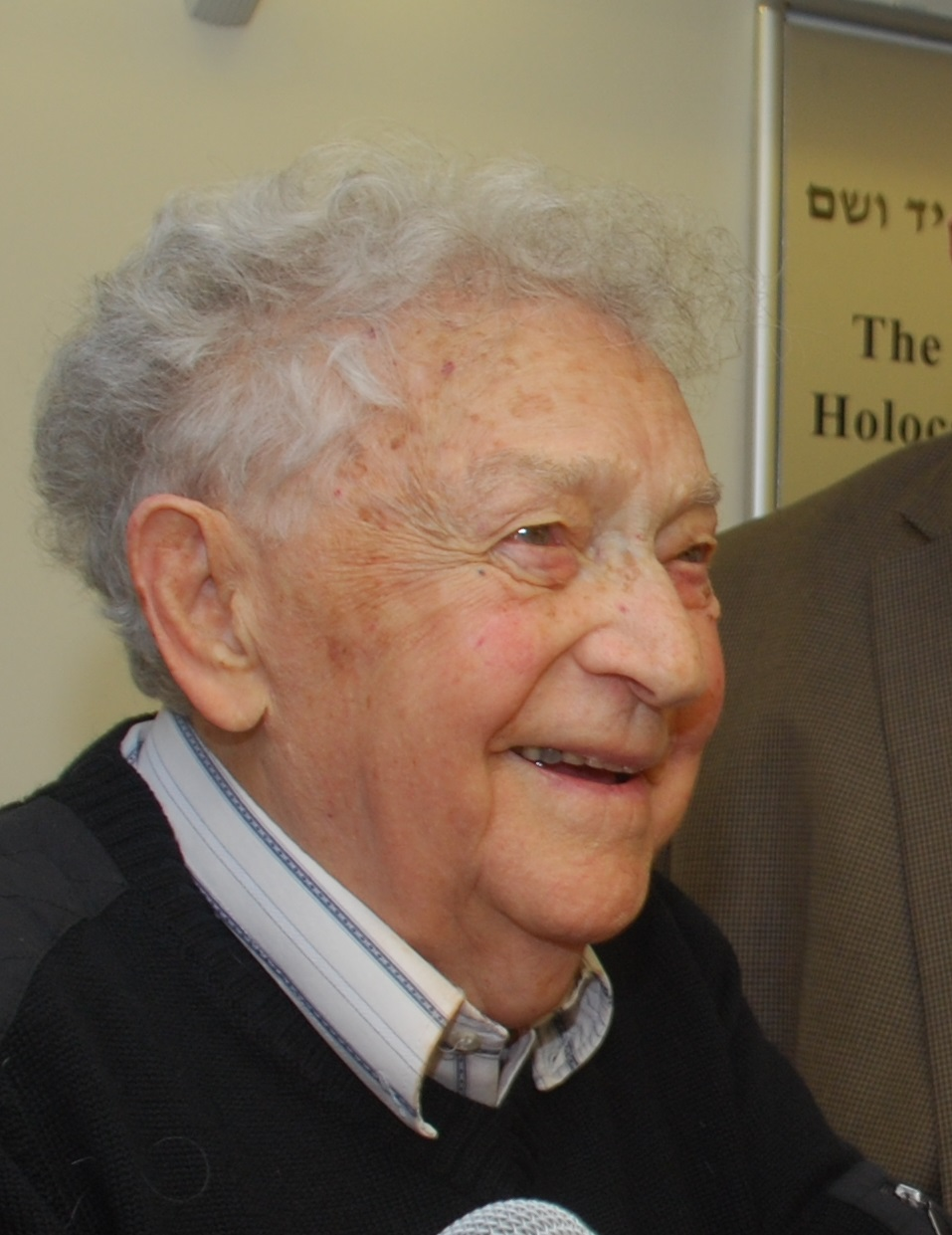
Yitzhak Arad (2016)

Yitzhak Arad (hebräisch יצחק ארד; * 11. November 1926 als Izhak Rudnicki in Święciany, Polen, heute Litauen; † 6. Mai 2021 in Tel Aviv) war ein israelischer Historiker, Brigadegeneral der israelischen Streitkräfte, sowjetischer Partisan und Mitglied des NKWD.

## Leben
Yitzhak Arad wurde 1926 als Izhak Rudnicki in Święciany in der zweiten Polnischen Republik (heute: Švenčionys, Litauen) geboren. Er gehörte der zionistischen Jugendbewegung Ha-No'ar ha-Zioni an. In einem 1993 veröffentlichten Interview mit Harry J. Cargas gab er an, dass er von 1942 bis 1944 im Untergrund des Ghetto Vilnius aktiv war. Ab Februar 1943 kämpfte er an der Seite sowjetischer Partisanen der Markow-Brigade gegen die deutschen Besatzer. Dort wurde er mit sowjetischem Antisemitismus konfrontiert. Dennoch blieb er bis zum Ende des Krieges bei der Truppe und traf dort auch Abba Kovner. Bei der Brigade lernte er Minensuchen und Hinterhalte zu legen und beteiligte sich an Aktionen in der Nähe von Naratsch, Weißrussland. Dort beteiligte er sich auch an einem Kampf in Girdėnai gegen litauische Partisanen, die sich dort versteckt hielten und als Kollaborateure für die Deutschen kämpften. Dabei soll seine Partisaneneinheit mehr als 250 Litauer getötet haben. Für seinen Widerstandskampf wurde er mit der Medaille „Partisan des Vaterländischen Krieges“ ausgezeichnet, die nur selten an Juden verliehen wurde, da ihnen in den Partisaneneinheiten üblicherweise Feigheit unterstellt wurde.
1945, nach dem Ende des Krieges, emigrierte Arad im Rahmen der Alija Bet nach Palästina. Dadurch beging er nach sowjetischem Recht Fahnenflucht. Er wurde Soldat in der Palmach und kämpfte im israelischen Unabhängigkeitskrieg. Im neu gegründeten Staat Israel wurde er Mitglied der israelischen Verteidigungsstreitkräfte. Dort war er unter anderem als Ausbilder tätig und verließ den Militärdienst im Rang eines Brigadegenerals.
Anschließend wurde er Hochschullehrer für jüdische Geschichte an der Universität Tel Aviv. Seine Forschungsschwerpunkte waren zunächst der Zweite Weltkrieg und der Holocaust. Er veröffentlichte zahlreiche Schriften, vor allem in Hebräisch. Er forschte zum Holocaust in den von den Deutschen besetzten Gebieten der Sowjetunion. Arad wurde 1993 Ehrendoktor der Nikolaus-Kopernikus-Universität Toruń.
Von 1972 bis 1993 war er Direktor bei Yad Vashem und diente der Gedenkstätte später als Berater. Damit war er der letzte Holocaust-Überlebende auf diesem Posten. In seiner 21-jährigen Amtszeit wurden unter anderem das Denkmal für die Kinder, das Tal der Gemeinden sowie eine Reproduktion des Warschauer Ghetto-Ehrenmals von Nathan Rapaport errichtet. Als Berater arbeitete er auch für das US Holocaust Memorial Museum.
2008 erhielt er den Yitzhak-Sadeh-Preis.
Er starb am 6. Mai 2021 im Alter von 94 Jahren.

## Untersuchung bezüglich des Massakers von Koniuchy
2006 erschien ein Zeitungsbericht in der litauischen Zeitung Respublika, in der Arad als „Kriegsverbrecher“ bezeichnet wurde. Laut dem Bericht soll er eine führende Rolle beim Massaker von Koniuchy innegehabt haben. Die litauische Staatsanwaltschaft ermittelte bis Herbst 2008, ließ dann allerdings die Anklage gegen ihn und weitere Partisanen fallen.
Arad selbst leugnete seine Taten nicht und sagte, er sei auch heute noch stolz darauf, dass er gegen die Deutschen bzw. Nationalsozialisten und die litauischen Kollaborateure gekämpft habe. Schließlich handelte es sich dabei um die Mörder seiner Familie, die während des Holocausts ums Leben kam. Die Untersuchung löste Proteste aus. Viele sahen darin den Versuch Litauens, sich von seinem Erbe und der Mitschuld am Holocaust freizusprechen.

## Schriften (Auswahl)
- The „Final Solution“ in Lithuania in the Light of German Documentation, in: Michael R. Marrus : The „Final Solution“ outside Germany, Band 2 (= The Nazi Holocaust: historical articles of the destruction of European Jews. Band 4). Meckler, Westport, CT 1989, ISBN 0-88736-258-3, OCLC 311127743 S. 737–776 (zuerst: Yad Vashem Studies, 1976 (englisch)).
- The Partisan: From the Valley of Death to Mt. Zion. Holocaust Library (1979). ISBN 978-0896040113.
- Ghetto in Flames: The Struggle and Destruction of the Jews in Vilna in the Holocaust. Ktav Pub & Distributors (1981). ISBN 978-0870687532
- Belzec, Sobibor, Treblinka : the Operation Reinhard death camps (1987) ISBN 0-253-21305-3
- The Holocaust in the Soviet Union, University of Nebraska Press, Lincoln, NE / Yad Vashem, Jerusalem 2009, ISBN 978-0-8032-2059-1 (englisch).